# Юрченко, Анатолий Петрович
Анатолий Петрович Юрченко (укр. Анатолій Петрович Юрченко; род. 27 июля 1948, село Горошков, Тетиевский район, Киевская область) — украинский политический и государственный деятель, дипломат. Чрезвычайный и Полномочный Посол Украины в Азербайджане (2004—2005). Председатель Херсонской областной государственной администрации (2002—2004).

## Биография
Окончил Украинскую сельскохозяйственную академию (1971), зоотехник. Киевскую высшую партийную школу (1988), партийное и советское строительство. Кандидат сельскохозяйственных наук. С августа 1971 по октябрь 1973 года — командир мотострелкового взвода, командир роты, в/ч 35872.
С октября 1973 по март 1976 года — работал главным зоотехником совхоза им. Покрышева Голопристанского р-на.
С марта 1976 по сентябрь 1977 года — главный зоотехник Херсонского совхозвинтреста.
С сентября 1977 по июль 1983 года — инструктор отдела сельского хозяйства Херсонского обкома Компартии Украины.
С июля 1983 по март 1985 года — инструктор отдела сельского хозяйства и пищевой промышленности Херсонского обкома Компартии Украины.
С марта 1985 по ноябрь 1988 года — председатель исполкома Голопристанского районного Совета народных депутатов Херсонской области.
С ноября 1988 по март 1991 года — первый секретарь Голопристанского райкома Компартии Украины.
С марта 1990 по июнь 1992 года — народный депутат Верховной Рады Украины I созыва (избран во 2-м туре) от Скадовского избирательного округа № 402, Херсонская область. Член Комиссии ВР по вопросам АПК.
С 1991 по 1992 год — председатель совета и исполкома Голопристанского районного Совета народных депутатов Херсонской области.
С 1992 по 1994 год — Представитель Президента Украины в Голопристанском районе Херсонской области.
С 1994 года — советник председателя Херсонской областной рады народных депутатов.
В 1994—2000 годах — председатель правления ОАО «Облагропостач».
В 2000—2001 годах — первый заместитель председателя Херсонской областной государственной администрации.
С 2001 года — директор Херсонского филиала коммерческого банка «Брокбизнесбанк».
С 2001 года — советник председателя правления «Брокбизнесбанк».
С декабря 2001 года — заместитель председателя областной государственной администрации.
С 10 мая 2002 по 10 октября 2002 года — Председатель Херсонского областного совета XXIV созыва.
С 21 мая 2002 по 5 июля 2004 года — Председатель Херсонской областной государственной администрации.
С 2 ноября 2004 по 18 августа 2005 года — Чрезвычайный и Полномочный Посол Украины в Азербайджане.
С 2012 года — директор Черноморского биосферного заповедника НАН Украины.
Государственный служащий 3-го ранга (март 2000)

## Научная деятельность
В 2004 году защитил диссертацию на соискание научной степени кандидата сельскохозяйственных наук. Тема диссертации: «Использование специализированных мясных пород отечественной и зарубежной селекции для повышения продуктивности свиней», научный руководитель — Пелых Виктор Григорьевич. Как указано в автореферате диссертации, исследования были проведены лично автором в 1999—2003 годах. Так как работа на тех руководящих должностях, которые в эти годы занимал Анатолий Петрович Юрченко (от главы правления ОАО «Облагропостач» и первого заместителя главы Херсонской областной государственной администрации до Главы Херсонской областной государственной администрации), несовместима с проведением указанных в автореферате экспериментальных исследований, есть основания считать, что диссертация является либо плагиатом, или же исследования, которые легли в ее основу, вообще сфальсифицированы.
Наличие научной степени кандидата сельскохозяйственных наук дала возможность Анатолию Петровичу Юрченко в 2012 году занять должность директора Черноморского биосферного заповедника НАН Украины.